# Enaria andriai
Enaria andriai är en skalbaggsart som beskrevs av Marc Lacroix 1993. Enaria andriai ingår i släktet Enaria och familjen Melolonthidae. Inga underarter finns listade i Catalogue of Life.